# Comuna Hociîne, Olevsk
Hociîne (în ucraineană Хочинська сільська рада) este o comună în raionul Olevsk, regiunea Jîtomîr, Ucraina, formată din satele Hociîne (reședința), Perha, Rudnea-Hociînska și Rudnea-Perhanska.

## Demografie
Componența lingvistică a comunei Hociîne
     Ucraineană (97,91%)
     Belarusă (1,49%)
     Alte limbi (0,59%)
Conform recensământului din 2001, majoritatea populației comunei Hociîne era vorbitoare de ucraineană (97,91%), existând în minoritate și vorbitori de belarusă (1,49%).